# Глейд Тауншип (округ Воррен, Пенсільванія)
Глейд Тауншип (англ. Glade Township) — селище (англ. township) в США, в окрузі Воррен штату Пенсільванія. Населення — 2042 особи (2020).

## Демографія
Згідно з переписом 2010 року, у селищі мешкало 2308 осіб у 1035 домогосподарствах у складі 649 родин. Було 1164 помешкання
Расовий склад населення:
| - 98,5 % — білих - 0,6 % — азіатів - 0,3 % — корінних американців - 0,3 % — чорних або афроамериканців |

До двох чи більше рас належало 0,3 %. Частка іспаномовних становила 0,7 % від усіх жителів.
За віковим діапазоном населення розподілялося таким чином: 18,3 % — особи молодші 18 років, 59,9 % — особи у віці 18—64 років, 21,8 % — особи у віці 65 років та старші. Медіана віку мешканця становила 48,8 року. На 100 осіб жіночої статі у селищі припадало 94,4 чоловіків;  на 100 жінок у віці від 18 років та старших — 91,6 чоловіків також старших 18 років.
Середній дохід на одне домашнє господарство  становив 66 879 доларів США (медіана — 50 464), а середній дохід на одну сім'ю — 77 248 доларів (медіана — 65 729). Медіана доходів становила 53 000 доларів для чоловіків та 38 625 доларів для жінок. За межею бідності перебувало 11,1 % осіб, у тому числі 11,4 % дітей у віці до 18 років та 7,0 % осіб у віці 65 років та старших.
Цивільне працевлаштоване населення становило 1008 осіб. Основні галузі зайнятості: освіта, охорона здоров'я та соціальна допомога — 28,3 %, роздрібна торгівля — 16,8 %, виробництво — 16,5 %.